# Književnost u 1660.
◄◄ | ◄ | 1657. | 1658. | 1659. | 1660.  | 1661. | 1662. | 1663. | ► | ►►
Arhitektura • Astronomija • Glazba • Kazalište • Kemija • Kiparstvo • Knjige • Književnost • Kršćanstvo • Medicina • Politika • Pravo • Promet • Slikarstvo • Znanost
Književnost u 1660.

## Hrvatska i u Hrvata

### Književna djela
- Adrianskoga mora sirena Petra Zrinskog

## Vanjske poveznice
|  | Zajednički poslužitelj ima još gradiva o temi Književnost u 1660. |